# Torma András
Torma András (Nagykálló, 1956. február 12. –) magyar jogász, egyetemi tanár, a Miskolci Egyetem volt rektora, az Állam- és Jogtudományi Kar volt dékánja.

## Élete
1956-ban született Nagykállón. 1970–1974 között a Budai Nagy Antal Gimnáziumban tanult, majd tanulmányait 1975–1980 között a szegedi József Attila Tudományegyetem Állam- és Jogtudományi Karán folytatta. 1980–1981-ben a Borsodi Erdő- és Fafeldolgozó Gazdaságnál volt jogi előadó, majd 1982-ig a Borsodi Vendéglátóipari Vállalatnál dolgozott. 1982-ben jogi szakvizsgát tett. 1982 és 1984 között Miskolc Megyei Jogú Város Tanácsánál dolgozott, majd 1984-től a Miskolci Egyetemen oktatott. 1995-ben lett a Közigazgatási Tanszék tanszékvezetője, 2004-től dékánhelyettes, 2008-tól az Államtudományi Intézet intézetigazgatója volt. 2012. július 1-jétől az Állam- és Jogtudományi Kar dékánja.
2013-ban második körben pályázott a rektori címre, miután az első körben beadott pályázatokat elutasította az emberierőforrás-miniszter. Vele együtt pályázott Illés Béla, a Gépészmérnöki és Informatikai Kar volt dékánja és Barkai László, az Egészségügyi Kar dékánja is. Pályázata a legtöbb, 17 szavazatot szerezte meg az egyetemi Szenátus rangsorolása során. Balog Zoltán augusztus 1-jei döntése alapján augusztus 15-től az egyetem rektora volt. Áder János augusztus 30-án a Sándor-palotában nevezte ki ünnepélyes keretek között rektornak.
A rektorválasztás kapcsán többen megkérdőjelezték a poszt elnyeréséhez szükséges B2 nyelvvizsgája megfelelőségét, amit német nyelvből szerzett Bécsben, 1990-ben, majd itthon 1991-ben honosított, mivel az a Bécsi Egyetem közleménye szerint csak B1 szintnek felel meg. Torma nyílt levélben válaszolt a nyelvvizsgáját érintő kérdésekkel kapcsolatban, annak honosításakor idehaza vizsgát is tett a Rigó utcában, a hatályos jogszabálynak megfelelően. Az esetre hivatkozással mondott le az Egészségügyi Kar dékáni pozíciójáról Barkai László, aki korábban maga is indult a rektorválasztáson.
Hivatalba lépése után nagyszabású átalakításokat, köztük karok és szervezeti egységek összevonását, szakok felfüggesztését helyezte kilátásba az egyetem pénzügyeinek stabilizálására. 2013. augusztus 23-án megállapodást írt alá Vang Fanggal, a Pekingi Vegyipari Egyetem rektorával Konfuciusz Intézet létrehozásáról az egyetemen. 2014. február 5-én Farkas Ákos dékánnal közösen együttműködési megállapodást írt alá a Miskolci Törvényszékkel.

## Tudományos munka
Szakterületei a közigazgatási jog, közjog, az európai közigazgatás, a jogi informatika, szervezési és vezetési ismeretek és az állam- és jogtudományok. Tudományos munkáinak száma több mint 2010, ebből kettő monográfia, hetven egyetemi tankönyv és jegyzet, harminc tankönyvrészlet és száz tanulmány. Tizenhét idegen nyelvű publikációt írt, közülük kettő német nyelvű tankönyv. Mintegy kétszáz tudományos előadást tartott összesen, ebből tizennégyet idegen nyelven.

## Díjak, elismerések
- Nagy Tibor Gyula-díj (2010)
- Magyar Érdemrend tisztikeresztje (2012)